# Viktorija Georgieva
Viktorija Georgieva, umetniško ime VICTORIA (bolgarsko Виктория Георгиева), bolgarska pevka in tekstopiska, * 21. september 1997, Varna, Bolgarija. 
Kariero je začela s sodelovanjem v četrti sezoni X Factor Bolgarija. 25. novembra 2019 je bilo razkrito, da bi Georgieva zastopala Bolgarijo na Evroviziji 2020 v Rotterdamu, toda zaradi odpovedi tekmovanja 2020 so iz bolgarske televizije sporočili, da bo Georgieva zastopala Bolgarijo tudi na Evroviziji 2021.

## Življenje in kariera
Georgieva je začela peti pri enajstih letih. Čez čas se je vpisala v vokalni studio "Angel Voices", kjer je bila njena učiteljica petja Atanaska Lipčeva. Georgieva je sodelovala na prvih treh avdicijah za X Factor Bolgarija, vendar se nikoli ni prebila naprej, predvsem zaradi starosti.

### 2015:X FactorBolgarija
Septembra 2015 se je v četrti sezoni X Factorja Bolgarija po treh poskusih Viktorija prebila mimo sodnikov in v oddaje v živo. V dekliško ekipo je vstopila pod mentorstvom reperja Kriska. V oddaji je ostala do devetega tedna, ko je bila izločena in s tem uvrščena na šesto mesto.

### 2016–2018
Čeprav ni zmagala na X Factorju je Viktorija prejela ponudbo za pridružitev h glasbeni založbi Virginia Records, vendar jih je zavrnila. Namesto njih se je leta 2016 pridružila glasbeni založbi Monte Music in izdala svoj prvi singel z naslovom "Ništo slučajno", skupaj z videospotom v režiji Bashmotion, v katerem sta nastopila VenZy in Niki Bakalov. Nato je izdala še dve pesmi z glasbeno založbo Monte Music - "Nezavršen roman" leta 2016 in "Čast ot men" leta 2017. Po medsebojnih konfliktih je Georgieva konec leta 2017 zapustila založbo.
Leta 2018 je Georgieva preživela deset dni v Los Angelesu v Kaliforniji, kjer je napisala in posnela svojo prvo angleško pesem »I Wanna Know«, ki je izšla junija 2019, z videospotom v režiji Dimitrija Stefanova in producentko Velino Ilievo.

### 2019 – danes: Evrovizija in mednarodni prvenec
25. novembra 2019 je bilo razkrito, da bo Viktorija Bolgarijo zastopala na Evroviziji 2020. Z glasbeno založbo Ligna Group je napisala pesem »Tears Getting Sober«, vendar je bilo tekmovanje zaradi pandemije COVID-19 odpovedano. Toda iz bolgarske televizije so sporočili, da bo Viktorija leta 2021 še vedno njihova predstavnica za na Evrovizijo. 
Nastopila je v drugem polfinalu, kjer se je 22. maja 2021 uvrstila v finale. Na koncu je prejela 170 točk (30 točk telefonskega glasovanja) in zasedla 11. mesto.

## Diskografija

### Podaljšane igre
| Naslov            | Podrobnosti                                                                       |
| ----------------- | --------------------------------------------------------------------------------- |
| A Little Dramatic | - Objavljeno: 18. junija 2021 - Založba: Ligna Studios - Format: Digitalni prenos |